# HD 7924 b
HD 7924 b è un pianeta extrasolare in orbita attorno alla stella HD 7924, a circa 54,85 anni luce dalla Terra. Per le sue caratteristiche fisiche, è classificato come una Super Terra.

## Scoperta
Il pianeta è stato scoperto nel 2009 in un programma di ricerca denominato NASA-UC Eta-Earth Survey, condotto dal gruppo California Planet Search, diretto da Andrew Howard dell'Università della California - Berkeley, volto alla determinazione di pianeti di massa compresi tra 3 e 30 M⊕ in orbita attorno a stelle relativamente vicine. Le osservazioni sono state eseguite con i Telescopi Keck, sul vulcano Mauna Kea, nelle Hawaii. In particolare, HD 7924 b è stato il primo pianeta scoperto nel corso di tale programma di ricerca, con misurazioni spettrometriche eseguite con lo spettrometro HIRES su Keck I, usando il metodo della velocità radiale che individua le piccole variazioni nella velocità radiale della stella causate dalla gravità del pianeta.
Nel prosieguo delle proprie attività di ricerca, nel 2015 lo stesso gruppo ha scoperto altri due pianeti attorno ad HD 7924 e individuato valori più precisi per le caratteristiche fisiche di HD 7924 b.

## Caratteristiche
HD 7924 b è una Super Terra con una massa minima di circa 8,68 M⊕. Completa un'orbita quasi circolare in 5,39 giorni, ad una distanza media dalla stella di 0,056 UA. Il suo raggio è stato stimato in 1,05 RJ.